# Emorragia interna
L'emorragia interna è un'emorragia che non si manifesta all'esterno del corpo. La fuoriuscita di sangue avviene all'interno di cavità che non hanno comunicazione con l'esterno, come il cavo pleurico, il cavo pericardico e il cavo peritoneale.
Sono escluse le emorragie a carico di organi che rimangano all'interno del parenchima (definita emorragia intraparenchimale) e le emorragie localizzate all'apparato gastrointestinale e apparato respiratorio.
Le emorragie interne sono potenzialmente molto serie, sia per la scarsità di sintomi che a volte portano a un ritardo della diagnosi, sia per l'effetto compressivo a livello degli organi (per esempio il tamponamento cardiaco nel caso di emorragia intrapericardica).

## Cause
Una emorragia interna tipicamente si verifica a seguito di un evento traumatico, quale quello connesso alle decelerazioni  dell'alta velocità in un incidente automobilistico, o a seguito di rottura di un vaso causata dalla ipertensione arteriosa.
Inoltre una emorragia interna in una determinata zona del corpo può essere causata da traumi contusivi contro oggetti appuntiti.
Alcune specifiche malattie possono inoltre causare una emorragia interna, quali ad esempio le infezioni causate dai Filovirus come il virus Ebola. Queste infezioni, così come altre infezioni simili (infezioni da virus Marburg), sono fortunatamente molto rare. 
La causa più frequente di sanguinamento interno è rappresentata dal tumore del tratto gastro-intestinale o del polmone, o più raramente di altri organi come la prostata, il pancreas o il rene.
Altre malattie legate a sanguinamento interno includono lo scorbuto, il carcinoma epatocellulare, la trombocitopenia autoimmune, la gravidanza ectopica, l'ipotermia maligna, le cisti ovariche, la carenza di vitamina K, l'emofilia.
Alcune interazioni farmaceutiche possono inoltre causare emorragia interna.

## Prognosi
Una emorragia interna può essere estremamente seria per due ragioni:
- il sangue può comprimere gli organi e causare una loro disfunzione (come si verifica nell'ematoma cerebrale)
- se l'emorragia non si ferma spontaneamente, la perdita di sangue può causare uno shock emorragico, che a sua volta può determinare un danno cerebrale e condurre alla morte.

## Terminologia
I casi di emorragia interna sono spesso chiamati semplicemente emorragia, anche se il termine è generico e si riferisce a tutti i tipi di sanguinamenti. Termini più specifici sono emoperitoneo per indicare uno spandimento emorragico all'interno del peritoneo, e, analogamente, emopericardio per indicare l'emorragia che insorge tra i due foglietti pericardici; per indicare le emorragie pleuriche massive si usa invece il termine emotorace.

## Diagnosi
Per identificare una emorragia interna sono spesso necessari accertamenti specialistici, quali, a titolo esemplificativo, l'ecotomografia e/o la TC, o il ricorso a procedure quali la laparatomia esplorativa.
I segni indiretti di una emorragia interna sono rappresentati dai segni e sintomi dello shock ipovolemico.
In base alla colorazione del sangue nelle feci è possibile scoprire se il sanguinamento avviene nello stomaco, nella parte superiore dell'intestino tenue o nella parte bassa dell'intestino tenue o del colon. Il sangue nelle feci è scuro in caso di ulcere dello stomaco o del duodeno; un colore più chiaro indica che il sanguinamento avviene nella seconda parte del tratto digestivo.
La presenza di sangue dopo le feci indica che ci sono problemi di emorroidi infiammate (interne o esterne), diverticolite, danni alla mucosa. L'emorragia interna è più grave se il sangue si presenta prima o durante l'evacuazione delle feci (purtroppo il sanguinamento non è sempre facilmente diagnosticabile dalla presenza di feci nere: il sangue può essere "nascosto" dentro le feci e non visibile a occhio nudo, oppure il colore è chiaro se la zona di sanguinamento è localizzata nella seconda parte del tratto digestivo.